# وژشنیا
وژشنیا (لهستانی: Września؛ ‏[ˈvʐɛɕɲa]) شهری در غرب مرکزی لهستان است که ۲۸٬۶۰۰ نفر سکنه دارد (آمار سال ۱۹۹۵). این شهر در شهرستان وژشنیا واقع در استان لهستان بزرگ قرار دارد. نام این شهر نخستین بار در اسناد سال ۱۲۵۶ میلادی که در پوزنان ثبت شده، دیده می‌شود و از سال ۱۳۵۷ میلادی به‌طور رسمی امتیاز شهری دریافت کرد.